# Blackhawk (Band)
Blackhawk ist eine US-amerikanische Country-Band. Aus dem Gründungstrio von 1992 ist inzwischen ein Duo geworden.

## Geschichte
Blackhawk wurde 1992 in Nashville von Henry Paul (Ex-Outlaws), Van Stephenson und Dave Robbins gegründet. Der Name leitet sich von einem historischen Rennwagen namens Stutz Blackhawk ab. Alle drei hatten zuvor mit zahlreichen Stars der Country-Szene zusammengearbeitet. Stephenson hatte auch erfolgreich Solo-Alben im Segment des Adult Orientated Rock (AOR) veröffentlicht und 1984 mit Modern Day Delilah einen Top-30-Hit gelandet. Ihre Begleitmusiker gehörten viele Jahre nicht offiziell zur Band.
Ende 1993 erschien die erste gemeinsame Single Goodbye Says It All, die bis auf Platz 11 der Country-Charts vorrückte. 1994 folgte das Album BlackHawk, das doppelten Platin-Status erreichte und aus dem mehrere erfolgreiche Singles ausgekoppelt wurden. Die meisten Songs wurden von den Gruppenmitgliedern selbst geschrieben. Ein Jahr später wurde das Album Strong Enough veröffentlicht, das mit Gold ausgezeichnet wurde. Für Love & Gravity von 1997 komponierten bekannte amerikanische Songwriter mit der Band mehrere Titel, darunter der eher rockige Desmond Child, der die größten Hits von Kiss und Bon Jovi geschrieben hatte. Damit sollte der eigene Verdienst, neue Hörer für das Country-Genre gewonnen zu haben, untermauert und ausgebaut werden.
2001 verstarb Van Stephenson, der sich krankheitsbedingt bereits im Februar 2000 zurückgezogen hatte, an Hautkrebs und wurde durch wechselnde Mitstreiter ersetzt, wobei Randy Threet sowohl das nächste Album mit einspielte, als auch später wieder zur Besetzung gehörte. Auf ihrer Website sowie dem letzten Album Brothers of the Southland (2014) präsentieren sich nur Paul und Robbins als Blackhawk.

## Stil
Blackhawk spielt Country-Musik. Henry Paul spielt dabei Akustik-Gitarre und Mandoline, Dave Robins bedient die Keyboards. Van Stephenson war für die E-Gitarre zuständig und gelegentlicher für den Leadgesang. Eigentlicher Leadsänger beim dreistimmigen Harmoniegesang war Henry Paul. Weil alle Crosby, Stills and Nash in ihrer Jugend gehört hatten, schlug sich dies auch in der eigenen Musik nieder. Diese Offenheit für Rock-Einflüsse machte sie für Hörerschichten interessant, die sich bis dahin nicht für Country empfänglich gezeigt hatten und fortan dieser „Musik der kleinen Leute“ positiver gegenüberstanden. Die Encyclopedia of Popular Music spricht sogar davon, dass der Anteil von AOR und Country gleich groß sei.

## Diskografie

### Studioalben
| Jahr | Titel                     | Höchstplatzierung, Gesamtwochen, AuszeichnungChartplatzierungen (Jahr, Titel, Platzierungen, Wochen, Auszeichnungen, Anmerkungen) | Höchstplatzierung, Gesamtwochen, AuszeichnungChartplatzierungen (Jahr, Titel, Platzierungen, Wochen, Auszeichnungen, Anmerkungen) | Anmerkungen                 |
| Jahr | Titel                     | US | Country | Anmerkungen                 |
| ---- | ------------------------- | --- | --- | --------------------------- |
| 1994 | Blackhawk                 | US98 ×2Doppelplatin · (83 Wo.)US                                                                                                  | Country15 (131 Wo.)Country | Arista Records              |
| 1995 | Strong Enough             | US22 Gold · (32 Wo.)US | Country4 (60 Wo.)Country | Arista Records              |
| 1997 | Love & Gravity            | US79 (9 Wo.)US | Country8 (34 Wo.)Country | Arista Records              |
| 1998 | The Sky’s the Limit       | US192 (2 Wo.)US | Country25 (27 Wo.)Country | Arista Records              |
| 2002 | Spirit Dancer             | — | Country37 (3 Wo.)Country | Columbia Records/Sony Music |
| 2014 | Brothers of the Southland | — | Country44 (1 Wo.)Country | Loud & Proud                |

Weitere Studioalben
- 2011: Down from the Mountain (Mirror Lake Records)

### Livealben
- 2008: Greatest Hits Live

### Kompilationen
| Jahr | Titel         | Höchstplatzierung, Gesamtwochen, AuszeichnungChartplatzierungen (Jahr, Titel, Platzierungen, Wochen, Auszeichnungen, Anmerkungen) | Höchstplatzierung, Gesamtwochen, AuszeichnungChartplatzierungen (Jahr, Titel, Platzierungen, Wochen, Auszeichnungen, Anmerkungen) | Anmerkungen    |
| Jahr | Titel         | US | Country | Anmerkungen    |
| ---- | ------------- | --- | --- | -------------- |
| 2000 | Greatest Hits | US152 (3 Wo.)US | Country18 (23 Wo.)Country | Arista Records |

Weitere Kompilationen
- 2014: Greatest Hits & More (Loud & Proud)

### Singles
| Jahr | Titel Album                                                                    | Höchstplatzierung, Gesamtwochen, AuszeichnungChartplatzierungen (Jahr, Titel, Album, Platzierungen, Wochen, Auszeichnungen, Anmerkungen) | Höchstplatzierung, Gesamtwochen, AuszeichnungChartplatzierungen (Jahr, Titel, Album, Platzierungen, Wochen, Auszeichnungen, Anmerkungen) | Anmerkungen |
| Jahr | Titel Album                                                                    | US | Country | Anmerkungen |
| --- | ------------------------------------------------------------------------------ | --- | --- | ----------- |
| 1993 | Goodbye Says It All Blackhawk                                                  | — | Country11 (20 Wo.)Country |             |
| 1994 | Every Once in a While Blackhawk                                                | — | Country2 (20 Wo.)Country |             |
| 1994 | I Sure Can Smell the Rain Blackhawk                                            | — | Country9 (20 Wo.)Country |             |
| 1994 | Down in Flames Blackhawk                                                       | — | Country10 (20 Wo.)Country |             |
| 1995 | That’s Just About Right Blackhawk                                              | — | Country7 (20 Wo.)Country |             |
| 1995 | I’m Not Strong Enough to Say No Strong Enough                                  | — | Country2 (20 Wo.)Country |             |
| 1995 | Like There Ain’t No Yesterday Strong Enough                                    | — | Country3 (20 Wo.)Country |             |
| 1996 | Almost a Memory Now Strong Enough                                              | — | Country11 (20 Wo.)Country |             |
| 1996 | Big Guitar Strong Enough                                                       | — | Country17 (20 Wo.)Country |             |
| 1996 | King of the World Strong Enough                                                | — | Country49 (9 Wo.)Country |             |
| 1997 | Hole in My Heart Love & Gravity                                                | — | Country31 (20 Wo.)Country |             |
| 1997 | Postmarked Birmingham Love & Gravity                                           | — | Country37 (17 Wo.)Country |             |
| 1998 | There You Have It The Sky’s the Limit                                          | US41 (14 Wo.)US | Country4 (28 Wo.)Country |             |
| 1999 | Your Own Little Corner of My Heart The Sky’s the Limit                         | — | Country27 (20 Wo.)Country |             |
| 2000 | I Need You All the Time Greatest Hits                                          | — | Country40 (19 Wo.)Country |             |
| 2001 | Days of America Spirit Dancer                                                  | — | Country37 (20 Wo.)Country |             |
| 2002 | One Night in New Orleans Spirit Dancer                                         | — | Country51 37 (5 Wo.)Country |             |
| Folgende Lieder erschienen nicht als Single, wurden aber durch das Album zum Download und Streaming bereitgestellt und konnten somit eine Platzierung erlangen: |                                                                                | | |             |
| |                                                                                | | |             |
| 1997 | We Three Kings (Star Of Wonder) Star of Wonder: A Country Christmas Collection | — | Country75 (1 Wo.)Country |             |

Weitere Singles
- 2002: I Will
- 2006: Better at Hello
- 2006: Who’s Gonna Rock Ya
- 2007: Brighter
- 2008: Love Like This
- 2014: Brothers of the Southland

### Gastbeiträge
| Jahr | Titel Album                    | Höchstplatzierung, Gesamtwochen, AuszeichnungChartplatzierungen (Jahr, Titel, Album, Platzierungen, Wochen, Auszeichnungen, Anmerkungen) | Höchstplatzierung, Gesamtwochen, AuszeichnungChartplatzierungen (Jahr, Titel, Album, Platzierungen, Wochen, Auszeichnungen, Anmerkungen) | Anmerkungen                 |
| Jahr | Titel Album                    | US | Country | Anmerkungen                 |
| ---- | ------------------------------ | --- | --- | --------------------------- |
| 2005 | Gloryland Flags of Our Fathers | — | Country56 (3 Wo.)Country | Keni Thomas feat. Blackhawk |